# Augustini Illés
Augustini Illés (17. század első fele – Selmec, 1702.) evangélikus lelkész.

## Élete
Apja szintén evangélikus lelkész volt. Tanulmányait Illaván és Zsolnán kezdte. Innen 1663-ban Wittenbergbe ment, ahonnan tanulmányai végeztével 1666-ban hazájába visszatért és előbb mosóci, 1668-ban pedig illavai tanító lett. 1669-ben Selmecre ment lelkésznek, 1670 után a vallási üldözés alatt bujdosott; ennek megszűntével 1682-ben hívei újra meghívták Selmecre, ahol 1702-ben halt meg, magas kort érve meg.

## Művei
Munkái latin nyelven születtek. 
- De ministerio beati Lutheri legitimo, (Vittebergae, 1665.)
- Exercitatio theologica de sacro individua Trinitate. (Solnae. 1668.)